# Jade North
Jade Bronson North (7 de janeiro de 1982) é um futebolista  australiano que atua como zagueiro. 
Possui ascendência aborígene.

## Carreira
Com a Seleção australiana de futebol disputou as Olimpíadas de 2004 e 2008 e também a Copa da Ásia de 2011.